# FK Livyi Bereh Kyiv
FK Livyi Bereh Kyiv is een Oekraïense voetbalclub uit het stadsdeel Osokorki van Kyiv op de linker oever (livyi bereh) van de Dnjepr.
De club werd in september 2017 opgericht door Mykola Lavrenko, oud-voorzitter van PFK Oleksandrija, met hulp van de trainers Mykola Pavlov en Anatoliy Buznyk. Buznyk won in 2001 met het Oekraïens studententeam een zilveren medaille op de Universiade en dit team vormde de basis toen de club in 2021 toetrad tot het derde niveau na een debuutseizoen in het Oekraïens amateurkampioenschap. De club werd direct derde wat goed zou zijn voor promotie. In het seizoen 2022/23 speelde Livyi Bereh geen competitie vanwege de Russische invasie in Oekraïne. Wel werd het door de bond georganiseerde vriendschappelijke wintertoernooi gewonnen. In het debuutseizoen 2023/24 in de Persja Liha B werd de club direct derde. Omdat na het seizoen SK Dnipro-1 failliet ging, organiseerde de bond een minitoernooi voor de laatste plaats in de Premjer Liha. Livyi Bereh won dit toernooi door in de finale FK Mynaj te verslaan en speelde daarom in het seizoen 2024/25 voor het eerst in de Premjer Liha. Hierin werd de club veertiende en degradeerde vervolgens na promotie-degradatie wedstrijden tegen Metalist 1925 Charkiv.
FK Agrobiznes Volochysk ·
Boekovina Tsjernivtsi ·
FK Chernigiv ·
Inhoelets ·
Mynaj · 
Nyva Ternopil ·
Podillya Chmelnytsky ·
Prikarpattja Ivano-Frankivsk ·
Probiy Gorodenka  ·
Metalist 1925 Charkiv ·
FK Livyi Bereh Kyiv ·
Phhoenix-Marioepol ·
Tsjornomorets Odessa · 
Vorskla Poltava · 
UCSA Tarasivka ·
Viktorija Soemi ·
Metaloerh Zaporizja ·